# Warmoesbrug (Amsterdam)
De Warmoesbrug (brug 22) is een vaste plaatbrug in Amsterdam-Centrum.
De brug is gelegen in de Raadhuisstraat en overspant de Herengracht. De brug dankt haar naam aan de Warmoesgracht, die na de demping Raadhuisstraat ging heten. 
Er ligt hier al eeuwen een brug. Pieter Bast tekende haar in op zijn kaart uit 1599. Balthasar Florisz. van Berckenrode tekende de brug als een hoge brug met vijf doorvaarten/bogen in op zijn kaart van 1625. Dan ligt de brug in de noordelijke kade van de Warmoes Graft en over de Heere Graft. Er kwam hier toen rond 1895 een nieuwe boogbrug, maar die kon het verkeer niet aan, toen ook de Rozengracht gedempt werd er zo een uitvalsweg naar Amsterdam-West ontstond. Bovendien zouden zowel paardentram als elektrische tram moeite hebben met een boogbrug. Piet Kramer maakte in 1921 al een ontwerp voor de brug in de Amsterdamse Schoolstijl, maar door de prijsverhogingen als gevolg van de Eerste Wereldoorlog kon pas in februari 1925 begonnen worden met plaatsing van een nieuwe brug. De brug kent een aantal kenmerken van Kramers bruggen, zoals het siersmeedwerk in de balustrades en versieringen op de natuurstenen pylonen. Er was hier tot 1 september 1957 drierailig spoor voor de tram in gebruik, normaalspoor voor de stadstram, en meterspoor voor de tramlijn Amsterdam - Zandvoort waarbij één spoorstaaf gemeenschappelijk werd gebruikt. Pas in de jaren 70 bij een spoorvernieuwing verdween dit drierailig spoor en kwam er alleen normaal spoor.

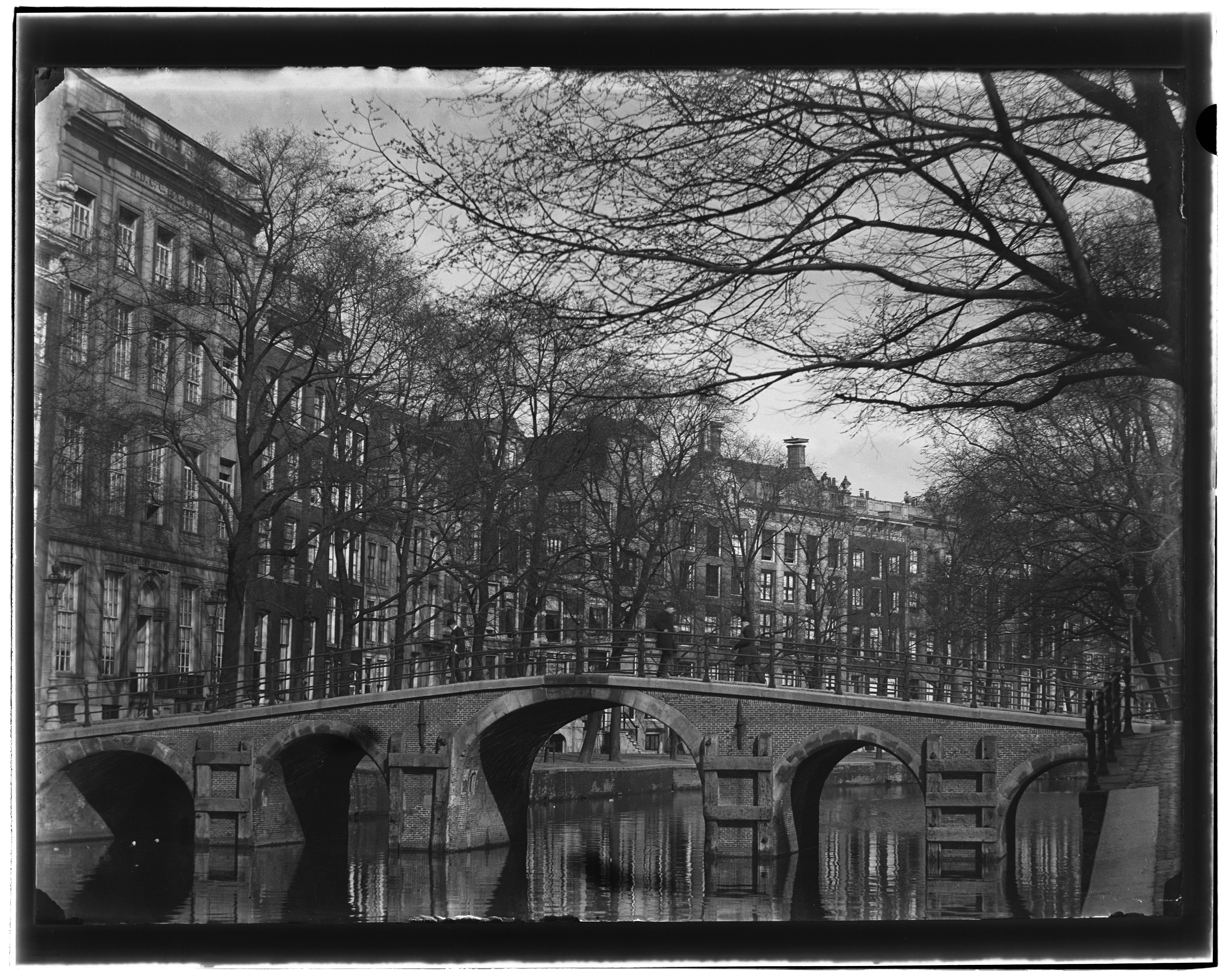
De brug door Jacob Olie vastgelegd in 1894
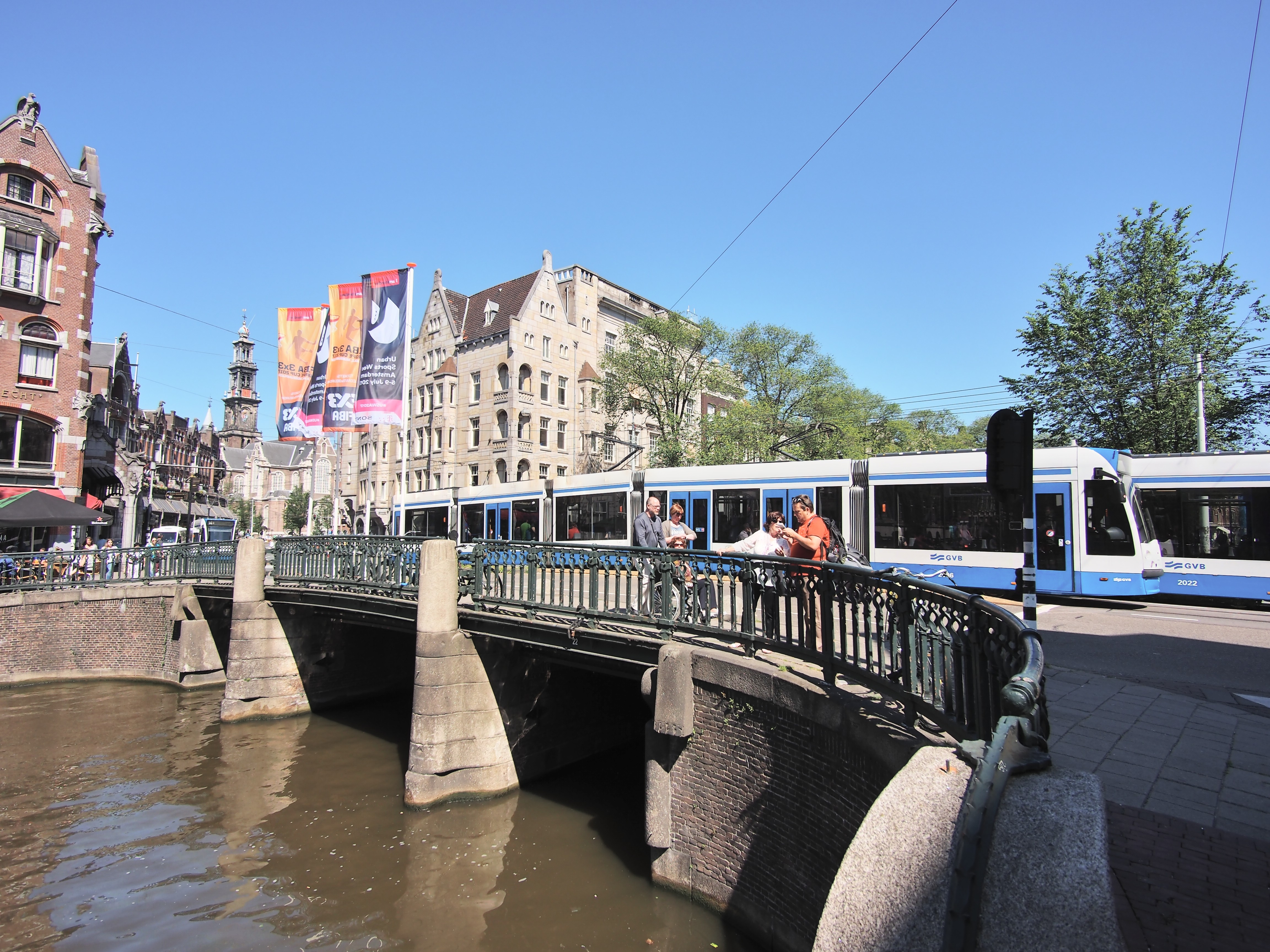
Brug 22 in juli 2017
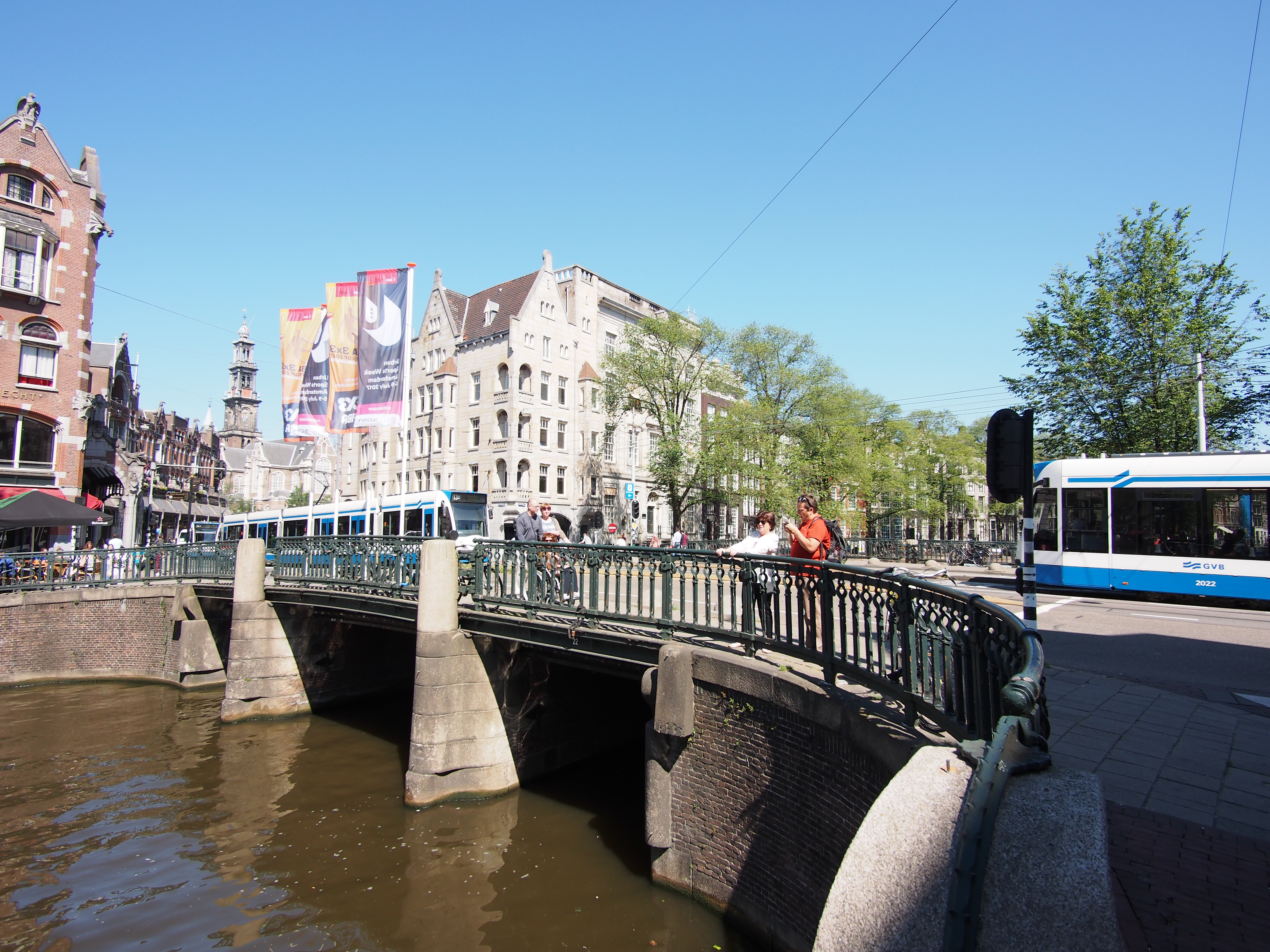
Brug 22 in juli 2017
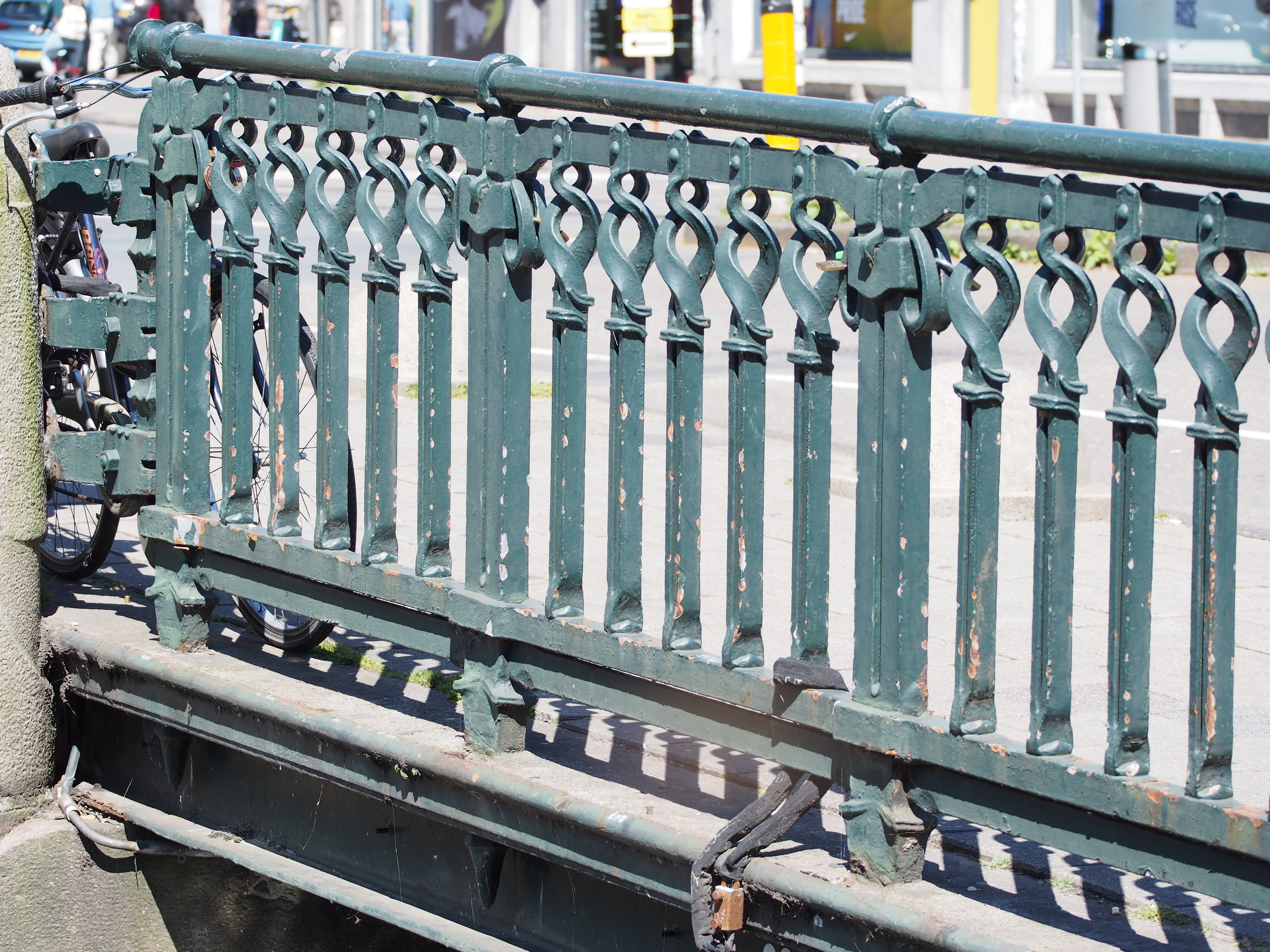
Siersmeedwerk in de balustrades

1 · 2 · 3 · 4 · 5 · 6 · 7 · 8 · 9 · 10 · 11 · 12 · 13 · 14 · 15 · 16 · 17 · 18 · 19 · 20 · 21 · 22 · 23 · 24 · 25 · 26 · 27 · 28 · 29 · 30 · 31 · 32 · 34 · 35 · 36 · 37 · 38 · 39 · 40 · 41 · 42 · 43 · 44 · 45 · 46 · 47 · 48 · 49 · 50 · 51 · 52 · 53 · 54 · 55 · 56 · 57 · 58 · 59 · 60 · 61 · 62 · 63 · 64 · 65 · 66 · 67 · 68 · 69 · 70 · 71 · 72 · 73 · 74 · 75 · 76 · 77 · 78 · 79 · 80 · 81 · 82 · 84 · 85 · 86 · 87 · 88 · 89 · 90 · 91 · 92 · 93 · 94 · 95 · 96 · 97 · 98 · 99 · >>>
Brugnummers 33 en 83 zijn niet (meer) vergeven